# Размишљам да окончам ово
Размишљам да окончам ово (енгл. I'm Thinking of Ending Things) амерички је психолошки трилер из 2020. године у режији и по сценарију Чарлија Кауфмана. Филмска је адаптација истоименог романа Ијана Рида. Главне улоге тумаче Џеси Племонс, Џеси Бакли, Тони Колет и Дејвид Тјулис.
Од 28. августа 2020. године приказиван је у одабраним биоскопима, док га је Netflix потом објавио 4. септембра. Добио је позитивне рецензије критичара, који су похвалили главне глумце и фотографију.

## Радња
Радња прати младу жену (Џеси Бакли) која одлази на пут са својим дечком (Џеси Племонс) да упозна његове родитеље (Тони Колет и Дејвид Тјулис). Током читавог филма, главна приповест је испресецана снимком школског домара (Гај Бојд) који иде на посао, при чему се обе приче укрштају у трећем чину.

## Улоге
| Глумац         | Улога        |
| -------------- | ------------ |
| Џеси Племонс   | Џејк         |
| Џеси Бакли     | млада жена   |
| Тони Колет     | мајка        |
| Дејвид Тјулис  | отац         |
| Гај Бојд       | домар        |
| Хедли Робинсон | Лори         |
| Гас Бирни      | тетка Елер   |
| Аби Квин       | ученица      |
| Колби Минифи   | Ивон         |
| Џејсон Ралф    | Ивонин дечко |